# Czernyola claripennis
Czernyola claripennis är en tvåvingeart som beskrevs av Axel Leonard Melander och Argo 1924. Czernyola claripennis ingår i släktet Czernyola och familjen träflugor. Inga underarter finns listade i Catalogue of Life.